# Eléna Wexler-Kreindler
Eléna Wexler-Kreindler   (Brăila, 15 d'octubre de 1931 - París, 24 d'agost de 1992), de soltera Eléna Kreindler, va ser una matemàtica romanesa, establerta a França.

## Vida i Obra
Elena Kreindler va acabar els estudis secundaris el 1951 a Bucarest i va obtenir una beca per anar a estudiar matemàtiques a l'Unió Soviètica. Es va graduar a la universitat dels Urals, a Sverdlovsk (actual Iekaterinburg), on va tenir com mestre Petr Kontorovitx, graduant-se el 1955. Retornada al seu país, va ser professora a la Universitat Politècnica de Bucarest fins al 1972, quan amb el seu marit, Dinu Wexler, van abandonar definitivament Romania per instal·lar-se a París, on va ser professor de matemàtiques a la universitat Pierre i Marie Curie, fins a la seva mort el 1992.
Els seus treballs de recerca més notables van ser en el camp de l'àlgebra i va tenir un participació molt activa al seminari d'àlgebra que dirigien Paul Dubreil i Marie-Paule Malliavin.